# Adelshofen (Fürstenfeldbruck járás)
Adelshofen település Németországban, azon belül Bajorországban. Lakosainak száma 1844 fő (2023. december 31.). Adelshofen Mammendorf és Althegnenberg községekkel határos.

## Népesség
A település népessége az elmúlt időszakban az alábbi módon változott:
| Lakosok száma | 461  | 635  | 679  | 1094 | 1585 | 1612 | 1665 | 1683 | 1766 | 1844 |
|               | 1875 | 1950 | 1975 | 1987 | 2012 | 2014 | 2016 | 2017 | 2021 | 2023 |